# Malica
La malica (in russo малица?) è un tipo di pelliccia maschile cucita con pelle conciata di renna, di solito quattro, in modo tale che la pelliccia vera e propria - visibile solo sul bordo - rimanga all'interno a contatto con gli altri abiti e più vicino alla pelle mentre il cuoio sia all'esterno. È usata prevalentemente dalla popolazione dei Nenec, costituita soprattutto da allevatori di renne, ed è preparata in modo artigianale dalle donne. L'indumento, simile a un poncho privo di bottoni e cerniera, comprende anche dei guanti cuciti alla maniche e, spesso, un cappuccio più sottile con la pelliccia rivolta all'esterno.